# 에반게리온: 서
에반게리온: 서(일본어: ヱヴァンゲリヲン新劇場版 : 序 에반게리온 신게키조반: 조[*], EVANGELION:1.0 YOU ARE (NOT) ALONE)는 신극장판 4부작의 첫 번째 작품이며, 2007년 9월 1일 일본 전역에서 개봉되었다. 상영시간은 98분. 스튜디오 카라의 첫 작품이다.
기본적으로는 TV 시리즈의 제1화~6화까지의 스토리를 따르고 있고, TV 시리즈의 원화 및 동화, 타임 시트 등을 자료로 재이용은 하고 있으나, 작화는 전부 새롭게 그려져 있으며, TV 시리즈의 영상은 1장도 사용되지 않았다. 또한 전 내용에 걸쳐 디지털 촬영 및 3차원 컴퓨터 그래픽이 활용되는 등(특히 에반게리온 초호기 및 '야시마 작전' 부분), 영상의 완전 재구축이 이루어졌다. 에바 및 사도의 형태, 연출 또한 바뀌었으며, 나기사 카오루 등 '인류보완계획'의 핵심 요소가 초반에 등장하는 등, 새로운 설정 및 연출이 도입되어 있다. 또한 등장인물의 위치 및 성격의 묘사에도 약간이나마 변화가 가미되어있다.
엔딩 크레디트 뒷부분에, 구 TV 시리즈의 예고편과 형태가 유사한 방식으로, 새롭게 등장하는 에바 6호기를 비롯, 다음 작품인 '파'(破)의 예고편이 들어가 있다.
개봉 2일의 주말 흥행은 관객 동원 수가 23만6158명, 흥행 수입은 2억 8천만엔을 기록, 첫 등장에 1위를 기록하였다. 개봉관 수 84개의 영화가 주말 흥행에서 1위를 획득한 것은 이례적이다.
대한민국에서는 제12회 부산국제영화제에서 폐막작으로서 처음 소개되었는데, 이는 일본 외 지역에서의 첫 상영이었다. 이후 태원엔터테인먼트에서 수입하여, 2008년 1월 17일 서울 내 CGV 선행상영을 시작으로 1월 24일 전국의 CGV 극장에서 동시 개봉했다. 개봉 시의 정식 제목은 에반게리온: 서(序)이다. 종영후에 DVD가 출시되었으며, 온미디어계열의 케이블 채널에서 방송했다. 투니버스에서도 방송된 바 있는데, 자막으로 처리해 상반된 반응을 받았다. "파"편의 국내개봉을 앞두고 블루레이가 정식출시된다고 한다.

## 줄거리
세컨드 임팩트라는 전 지구적 대격변이 일어난 지 15년 후인 2015년, 14세의 이카리 신지는 준군사 조직 네르프의 사령관인 헤어진 아버지 겐도의 부름을 받아 제3도쿄시로 온다. 신지는 유엔군과 사도라고 불리는 정체불명의 존재 사이의 교전 중에 휘말리지만, 미사토 카츠라기 대위의 도움으로 구조되어 네르프 본부로 옮겨진다. 그곳에서 겐도는 신지에게 거대한 인간형 생체 병기인 에반게리온 초호기를 조종하여 사도와 싸우라고 명령한다. 겐도가 부상당한 에반게리온 조종사 아야나미 레이를 대신 내보내려 하자 신지는 결국 동의한다. 사도가 초호기에 입힌 부상으로 인해 신지는 싸움 중에 의식을 잃는다. 에반게리온 유닛은 입는 부상의 고통을 조종사에게 공감적으로 반영하기 때문이다. 초호기는 자율적으로 재활성화되어 싸움에서 승리하고 사도를 파괴한다. 전투 후 미사토는 신지의 보호자가 되고 신지는 지역 중학교에 입학한다.
또 다른 사도가 나타나자 신지의 동급생인 스즈하라 토지와 아이다 켄스케는 비상 대피소에서 몰래 빠져나와 전투를 구경하다가 사도가 초호기를 산등성이로 던져 거의 깔려 죽을 뻔한다. 미사토는 두 사람을 초호기 조종석에 숨기고 신지에게 후퇴하라고 명령하지만, 신지는 명령을 무시하고 초호기 칼로 적을 파괴한다. 미사토가 명령 불복종으로 그를 꾸짖자 신지는 방황하다가 네르프 요원에게 발견되어 그녀에게 다시 돌아간다.
제6사도가 나타나지만, 신지가 초호기를 타고 공격하러 나가자 사도는 강력한 레이저를 발사하여 신지에게 치명적인 부상을 입히고, 네르프 본부에 도달하기 위해 제3도쿄시를 뚫고 들어가기 시작한다. 신지는 몇 시간 후 혼수상태에서 깨어나고, 레이는 그에게 사도를 막는 작전에서 자신의 자리를 대신하겠다고 말하며 혼자 떠난다. 미사토는 신지에게 사도들이 도달하려는 것이 무엇인지 보여준다. 네르프 본부 지하에 보관된 흰색 인간형 거인, 즉 제2사도 리리스는 공격하는 사도 중 하나와 접촉하면 지구상의 모든 생명체가 죽게 된다.
신지는 영호기에 탑승한 레이와 함께 초호기를 조종하는 데 동의하고, 일본의 모든 전력을 필요로 하는 실험용 양전자 포를 저격소총처럼 휘둘러 사도를 성공적으로 파괴한다. 레이는 사도의 반격으로부터 신지를 방어하다가 거의 죽을 뻔하지만, 신지가 영호기를 물에 담가 식히고 초호기 칼로 조종석을 강제로 열어 그녀를 구한다. 평소 냉정하고 감정이 없는 레이는 그와 미소를 나눈다.
달 표면에는 나기사 카오루라는 소년이 땅에 배열된 아홉 개의 관 모양 용기 중 하나에서 깨어난다. 그의 앞에 건설 장비와 비계에 둘러싸인 구덩이에는 보라색 일곱 눈 마스크를 쓰고 흰색 붕대로 감겨진 정체불명의 거인이 있다. 검은 모노리스가 나타나 그와 제레 01이 수수께끼 같은 대화를 나눈다. 지구를 바라보며 카오루는 "세 번째"는 변하지 않았고 신지를 만나기를 기대한다고 말한다.

## 출연

### 주연
- 오가타 메구미 - 이카리 신지 목소리 역
- 하야시바라 메구미 - 아야나미 레이 목소리 역
- 미츠이시 코토노 - 카츠라기 미사토 목소리 역
- 야마구치 유리코 - 아카기 리츠코 목소리 역

### 조연
- 이시다 아키라 - 나기사 카오루 목소리 역
- 타치키 후미히코 - 이카리 겐도 목소리 역
- 키요카와 모토무 - 후유츠키 코조 목소리 역
- 나가사와 미키 - 이부키 마야 목소리 역
- 코야스 타케히토 - 아오바 시게루 목소리 역
- 유우키 히로 - 휴가 마코토 목소리 역
- 야마데라 코이치 - 카지 료지 목소리 역
- 세키 토모카즈 - 스즈하라 토우지 목소리 역
- 이와나가 테츠야 - 아이다 켄스케 목소리 역
- 이와오 준코
- 무기히토 - 킬 로렌츠 목소리 역
- 하야시바라 메구미 - 펜펜 목소리 역

## 기타
- 라인프로듀서: 마이크 맥파랜드
- 영어 더빙 기획: 겐 후쿠나가

## TV 시리즈와의 차이점

### 에반게리온
작품에서는 두 대의 에반게리온(초호기, 0호기)이 등장하며, 일부 변경이 이루어졌다.
초호기
색상 및 어깨 부분의 형태가 변경되었으며, 프로그레시브 나이프가 가운데로 접히는 식이 되었다. 샴시엘 전에서는 파렛트 라이플 대신 새로 디자인된 개틀링 포가 사용되었다. (종래의 파렛트 라이플도 등장). 야시마 작전에서는 오른쪽 어깨에 G형 장비(자동조준장치)가 추가되었으며, 양전자포의 디자인도 변경되었다. 3차원 그래픽 모델링도 제작되어, 엔트리 플러그 삽입 및 발진 장면 등에서 사용되었다.
0호기
도장 색상이 변경되었다. 야시마 작전에서 사용된 방패가 에바 본체와 유사한 디자인 및 색상으로 변경되었다.
- 샤키엘(제4사도)과의 전투
  - 전투 장면에서 초호기의 녹색 띠 부분이 형광염료처럼 발광된 형태로 묘사되었다.
  - TV판에서 전투 후 초호기의 머리 부분의 장갑이 떨어져나가 에바의 맨 얼굴이 비춰지던 장면이 삭제되었다.
  - TV판에서 사키엘의 공격으로 네르프 본부가 충격을 받았을 때, 아무도 타고 있지 않은 초호기가 신지를 손으로 감싸던 부분이 삭제되었다.
- 사도의 침투를 대비한 훈련에서 실제 에바가 아닌 상반신만을 재현한 시뮬레이터가 사용되었다. 또한 시뮬레이터의 영상도 3차원 컴퓨터 그래픽 풍으로 변경되었다.
- 폭주 후 동결된 에바 0호기에 수갑 및 십자가 형 안테나가 달린 구속구가 추가로 묘사되어 있다.

- 야시마 작전
  - 초호기가 첫 번째 사격 이후 라미엘의 공격으로 충격을 받아 후위로 쓰러지며, 신지의 노력으로 다시 일어나 두 번째 사격을 시도하는 부분 등이 자세히 묘사되어 있다.
  - 첫 번째 사격에서는 TV판과 동일한 자동 조준장치를 사용하였으나, 충격 시 조준 시스템이 손상되어, 두 번째 사격에서는 위아래의 영상을 맞추는 방식의 수동 조준을 신지가 수행한다.
- 엔딩 크레딧 후의 신극장판 파의 예고편
  - 에반게리온 5호기, 아스카의 2호기, 네르프 미국 제2거점의 폭발과 함께 증발하는 4호기, 3호기, 6호기의 장면이 나온다. 2, 3, 4호기는 TV판과 동일한 형태로 될 것으로 보여지나(관련 스토리 또한 동일한 형태) 5호기 및 6호기는 구 극장판에서의 양산형이 아닌, 새로운 형태로 묘사되었다.(5호기는 긴급 실전 투입, 6호기는 파일럿과 함께 달에서 내려오게 된다.)

### 사도
- 파괴 장면
  - 사도가 파괴되는 장면에서 이전에는 십자가 형태의 광선만이 발산되었으나, 신극장판에서는 광선과 함께 무지개가 하늘에 뜨는 묘사가 존재한다. 또한 TV판에서는 코어가 부서져도 유해는 남았지만 신극장판에서는 코어의 파괴와 함께 유해가 LCL화되어버리는 것으로 바뀌었다.
- 샤키엘
  - 사도가 파괴되는 장면에서만 십자가 형태의 광선이 나오던 TV판과 비교하여, 샤키엘의 공격 장면에서도 십자가 형태의 광선을 볼 수 있다. 또한 UN군의 N2지뢰 공격 후 머리 재생부분이 좀더 디테일하게 나왔다. 블루레이 판은 몸체의 재생까지도 나온다.
- 샴시엘
  - TV판과는 달리 좀 더 팔이 자세히 묘사되었으며 머리 앞부분의 눈이 두 개로 나뉘면서 좀 더 뒤쪽에 위치하게 되었다.
- 라미엘
  - 정팔면체의 형상은 그대로 유지되었으나, 정팔면체 내부에 존재하는 코어의 위치가 작중에서 묘사됨과 함께 공격받았을 때 여러 형태로 변형한다는 설정이 추가되었다.

### 기타
- 새로운 디자인을 포함하여, 네르프의 마크가 4종류가 사용되었다.
- 각종 계기판 및 스크린 부분이 변경되었다.
- 제레의 마크 또한 재디자인되었다.
- 영화 안에서 프로덕트플레이스먼트(PPL) 광고로, 로손 및 UCC커피 등이 등장한다.(이 부분은 TV판에서도 동일)

## 기타 정보
주제가
- Beautiful World - 우타다 히카루
  - 우타다가 잡지[7]에서, '에바'에 대하여 언급한 것을 제작진 측에서 주목하고 제의를 한 것을 본인이 승락하여, 이번의 주제가를 부르기로 결정된 것이다.
- 'Fly Me To The Moon (In Other Words) -2007 MIX-' - 우타다 히카루
  - 제1탄 예고편에서 사용됨.

## 참조
1. ↑  공식 홈페이지에서
2. ↑  2007년 '피규어 왕'(フィギュア王}) 114호, 오쓰키의 도시유키의 컬럼에서
3. ↑  (일본어) eiga.com
4. ↑  현지보고-에반게리온, 12년 만의 귀환, 시네21, 2007[깨진 링크(과거 내용 찾기)]
5. ↑  김종현 (2007년 10월 12일). “"에반게리온 신극장판-서(序), 감독과 프로듀서 입니다"”. 뉴시스. 2008년 10월 25일에 확인함.
6. ↑  서욱진 (2008년 1월 20일). “생체형 로봇의 탄생비밀 '에반게리온;서(序)'”. 한국경제. 2008년 10월 25일에 확인함.
7. ↑  「주간 플레이보이」(週刊プレイボーイ)（슈에이샤）2006.6/5(Vol.23）호의 특집 기사, 「에반게리온 10년째의 사실」(エヴァンゲリオン10年目の真実)